# Гернсі (округ, Огайо)
Шаблон:StateAbbr_ 40°03′ пн. ш. 81°30′ зх. д. / 40.05° пн. ш. 81.5° зх. д.
О́круг Гернсі (англ. Guernsey County) — округ (графство) у штаті Огайо, США. Ідентифікатор округу 39059.

## Історія
Округ утворений 1810 року.

## Демографія
За даними перепису
2000 року
загальне населення округу становило 40792 осіб, зокрема міського населення було 16609, а сільського — 24183.
Серед мешканців округу чоловіків було 19815, а жінок — 20977. В окрузі було 16094 домогосподарства, 11234 родин, які мешкали в 18771 будинках.
Середній розмір родини становив 3.
Віковий розподіл населення поданий у таблиці:
| Стать    | До 15 років | 15-21 | 22-29 | 30-39 | 40-49 | 50-65 | 65-85 | Понад 85 |
| -------- | ----------- | ----- | ----- | ----- | ----- | ----- | ----- | -------- |
| Чоловіки | 4492        | 1948  | 1735  | 2770  | 3100  | 3311  | 2252  | 207      |
| Жінки    | 4286        | 1931  | 1867  | 2811  | 3145  | 3500  | 2966  | 471      |

## Суміжні округи
- Таскарвас — північ
- Гаррісон — північний схід
- Бельмонт — схід
- Нобл — південь
- Маскінґам — захід
- Кошоктон — північний захід

## Виноски
1. ↑  Ohio County Profiles: Guernsey County. Ohio Department of Development. Архів оригіналу (PDF) за 13 липня 2013. Процитовано 28 квітня 2007.
2. ↑  U.S. Decennial Census. United States Census Bureau. Архів оригіналу за 2 серпня 2018. Процитовано 8 лютого 2015.
3. ↑  Historical Census Browser. University of Virginia Library. Архів оригіналу за 11 серпня 2012. Процитовано 8 лютого 2015.
4. ↑  Forstall, Richard L., ред. (27 березня 1995). Population of Counties by Decennial Census: 1900 to 1990. United States Census Bureau. Архів оригіналу за 14 лютого 2015. Процитовано 8 лютого 2015.
5. ↑  Census 2000 PHC-T-4. Ranking Tables for Counties: 1990 and 2000 (PDF). United States Census Bureau. 2 квітня 2001. Архів оригіналу (PDF) за 18 грудня 2014. Процитовано 8 лютого 2015.
6. ↑  State & County QuickFacts. United States Census Bureau. Архів оригіналу за 6 червня 2011. Процитовано 8 лютого 2015.(англ.) Наведено за англійською вікіпедією.
7. ↑  American FactFinder. Бюро перепису населення США. Архів оригіналу за 21 травня 2008. Процитовано 31 січня 2008.

| США | Це незавершена стаття з географії США. Ви можете допомогти проєкту, виправивши або дописавши її. |